# Colonia el Barril
Colonia el Barril är en ort i Mexiko.   Den ligger i kommunen Jacona och delstaten Michoacán de Ocampo, i den centrala delen av landet, 300 km väster om huvudstaden Mexico City. Colonia el Barril ligger 1 594 meter över havet och antalet invånare är 322.
Terrängen runt Colonia el Barril är kuperad åt sydväst, men åt nordost är den platt. Runt Colonia el Barril är det tätbefolkat, med 331 invånare per kvadratkilometer. Närmaste större samhälle är Zamora, 6,3 km nordost om Colonia el Barril. Runt Colonia el Barril är det i huvudsak tätbebyggt.